# Broadway (processor)

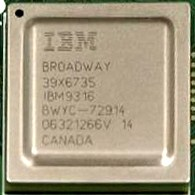
En Broadway-CPU från en Nintendo Wii.

Broadway är en processor tillverkad av det amerikanska företaget IBM. Processorn används av Nintendo vid tillverkning av TV-spelskonsolen Wii. Processorn är av RISC-typ och har flera gemensamma egenskaper med övriga processorer som ingår i PowerPC-familjen.